# 주라바트 퀘벡 정부 대표부
주라바트 퀘벡 정부 대표부(프랑스어: Bureau du Québec à Rabat, 영어: Quebec Government Office in Rabat) 또는 주모로코 퀘벡 정부 대표부는 모로코 라바트에 위치한 퀘벡 정부 대표부이다. 2018년에 설립되었으며 사무국 지위를 갖고 있다. 이 공관은 모로코, 알제리, 튀니지를 관할한다.
주라바트 퀘벡 정부 대표부는 캐나다 퀘벡주와 모로코, 알제리, 튀니지 간의 관계 발전에 기여한다. 대표부는 모로코, 알제리, 튀니지와의 기술 및 직업 훈련, 연구 분야에서의 교류 및 협력을 지원하고 이들 국가와의 학문적 유대를 강화한다. 또한 모로코, 알제리, 튀니지에서 사업을 원하는 퀘벡주의 기업들과의 연락을 제공한다.

## 같이 보기
- 퀘벡 정부 대표부